# رون فورنير (صحفي)
رون فورنير (بالإنجليزية: Ron Fournier) هو صحفي أمريكي، ولد في 1963 في ديترويت في الولايات المتحدة.